# Oak Shores (Kalifornija)
Oak Shores je naseljeno područje za statističke svrhe u američkoj saveznoj državi Kalifornija. Prema popisu stanovništva iz 2010. u njemu je živjelo 337 stanovnika.